# Tremestieri (traghetto)
Il Tremestieri è una nave traghetto bidirezionale in servizio per la compagnia elbana BluNavy e di proprietà della compagnia siciliana Caronte&Tourist.

## Caratteristiche[3]
La nave è stata costruita nel 1993 per la compagnia olandese PSD (Provinciale Stoombootdiensten in Zeeland)  dal cantiere Koninklijke Maatschappij Schelde Groep di Flessinga, nei Paesi Bassi; progettata specificamente per servizi locali, presenta due estremità simmetriche per poter operare con più facilità su rotte brevi. La capacità complessiva è pari a 1.000 passeggeri e 210 automobili.
La propulsione originariamente era affidata a quattro motori Stork-Werkspoor 9FHD240 SWD diesel eroganti complessivamente 6.600 kW di potenza, collegati ad altrettanti propulsori azimutali. La velocità massima originaria era pari a 14,5 nodi, in seguito elevata a 17.

## Servizio
Consegnata alla compagnia nel 1994, venne messa in servizio tra Flessinga e Breskens col nome di Koningin Beatrix. Nel 2003, all'apertura del tunnel della Schelda Occidentale, il servizio tra Flessinga e Breskens venne mantenuto come servizio ciclopedonale e operato dalla BBA Fast Ferries con tre navi rilevate dalla precedente gestione PSD: oltre alla Koningin Beatrix, entrarono nella flotta BBA anche la gemella Prins Johan Friso e la più anziana Prinses Juliana.
Dopo un anno di servizio, le tre navi furono sostituite da due unità di tipo SWATH e cedute a società italiane: la Koningin Beatrix (insieme alla gemella Prins Johan Friso, l'attuale Acciarello) venne acquistata dalla compagnia Caronte & Tourist, che la ribattezzò Tremestieri in omaggio alla località omonima di Messina. Nel 2005 fu sottoposta a interventi di manutenzione e trasformazione presso i cantieri Fincantieri di Palermo, al termine dei quali entra definitivamente in servizio sulla tratta Messina-Villa San Giovanni.

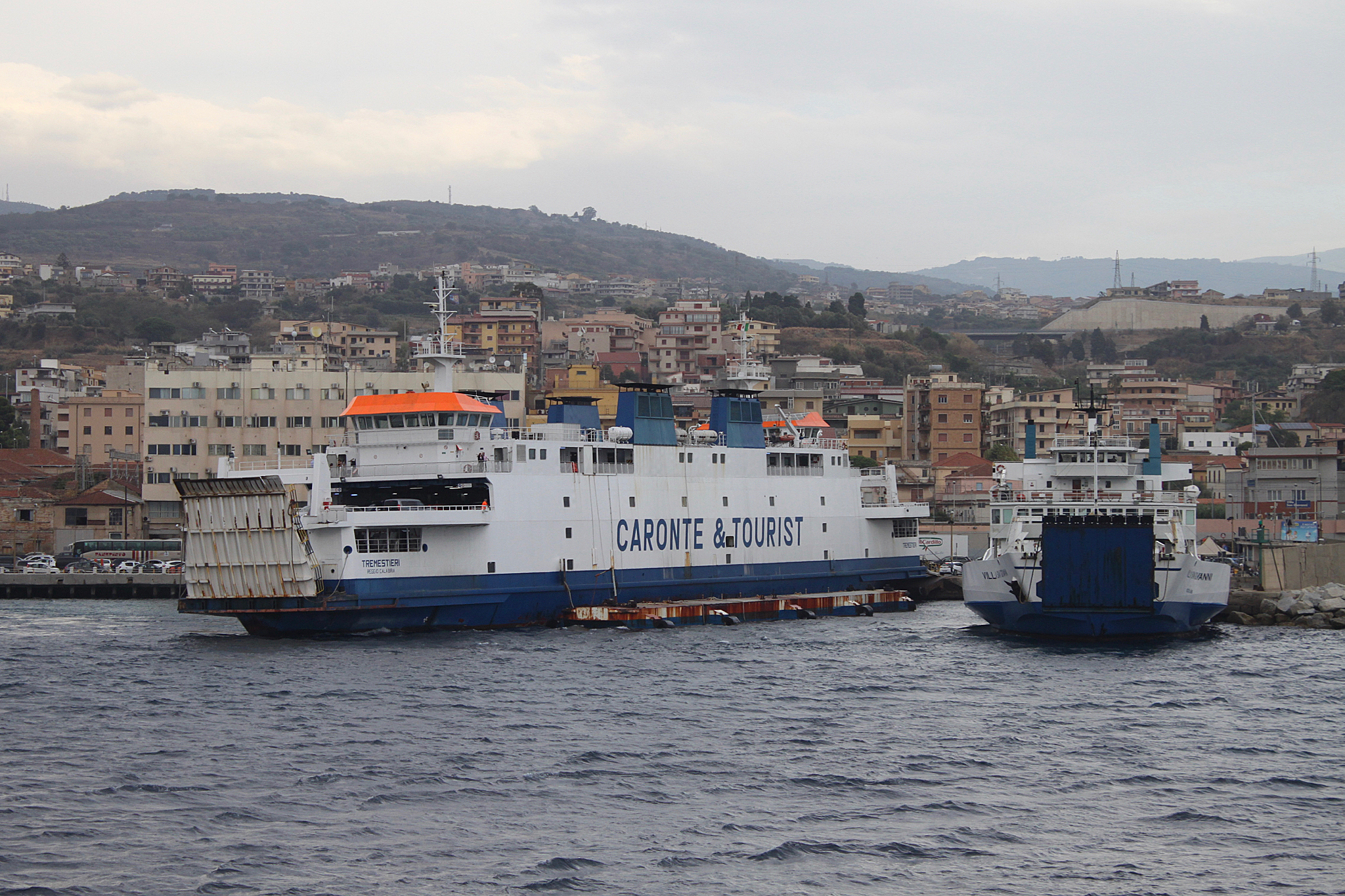
Tremestieri e la compagna di flotta Villa San Giovanni

Nell'inverno del 2016 la nave viene riammodernata con l'installazione di un nuovo scivolo per l'evacuazione e due ascensori su entrambe le fiancate (interventi analoghi a quelli effettuati due anni prima sulla gemella Acciarello). Al termine dei lavori, nell'aprile 2017, la nave rientra subito in servizio. Tra il 2018 e il 2019 la nave riceve una livrea pubblicitaria coi loghi del Sicilia Outler Village di Agira, successivamente rimossa e applicata sulla compagna di flotta Telepass.
Nel mese di giugno 2020 viene sottoposta a un massiccio refitting degli interni per modernizzarli e renderli simili a quelli della compagna di flotta Elio.
Nel 2021 viene ufficializzato il noleggio a breve termine alla compagnia elbana BluNavy, che la impiegherà sui collegamenti estivi aggiuntivi sulla rotta tra Portoferraio e Piombino. Alla fine del mese di aprile il traghetto viene posto fuori servizio e adeguato agli standard della compagnia locataria; raggiunge successivamente l'Elba a fine maggio 2021. Al termine della stagione estiva rientra nello Stretto di Messina per tornare in servizio sulla rotta abituale Messina-Villa San Giovanni.
Il noleggio a BluNavy viene ripetuto per la stagione estiva 2022; all'inizio del mese di luglio, dopo aver subito un guasto, viene temporaneamente sostituita dal Vesta della compagnia Siremar. Rientra in Sicilia il successivo 16 novembre, dopo essere stata sostituita nuovamente dal Vesta.
Il 20 gennaio 2023, a seguito della messa in manutenzione della nave Elio, inizia il servizio sullo Stretto di Messina con l'alternarsi della nave Telepass, coprendo turni diurni e notturni.
Il 5 aprile 2023 compie la sua ultima traversata alle ore 9:20 sullo Stretto tra Villa San Giovanni e Messina; dopo quest'ultima la nave è stata fermata al molo Norimberga per la preparazione per il viaggio in direzione dell'Isola d'Elba, qualche giorno dopo, il 17 aprile 2023, intorno alle 11:30, lascia Messina per arrivare a Piombino, dove entrerà in servizio qualche giorno dopo. Termina il suo servizio presso l'Isola d'Elba il 1º febbraio 2024, intorno alle 19:00, lascia la rotta elbana e facendosi sostituire dal traghetto Vesta della Siremar per rientrare a Messina dove arriverà nei giorni seguenti.
Il 6 febbraio 2024, presso i cantieri navali dello stretto di Messina, la nave riceve il blu nei controplancia come tutte le navi di Caronte & Tourist. Il seguente 19 febbraio con la corsa delle 10:40 da Messina, inizia il servizio nello stretto in sostituzione della compagna di flotta Telepass solo nei turni diurni affiancata alla Elio che, ordinariamente, svolge servizio diurno e notturno.
Il 4 aprile 2024 entra al bacino Palumbo di Messina per poi uscire il 21 aprile 2024, dopodiché viene posizionata al molo Norimberga per la preparazione, come negli anni precedenti, per il viaggio verso l'Elba che avverrà il giorno seguente dove arriverà il 23 aprile seguente, il giorno successivo viene messa in servizio tra Piombino e Portoferraio per Blunavy.
Il 5 novembre 2024 la nave parte per il rientro a Messina giungendo circa due giorni dopo, il 7 novembre in mattinata, dove viene fermata presso i cantieri navali dello stretto.
Il 18 gennaio 2025 parte verso Portoferraio, dopo 2 mesi ferma a Messina, giungendo dopo 2 giorni e ritornando in servizio per BluNavy.

## Navi gemelle
- Acciarello

Pur con sostanziali differenze, Tremestieri e la gemella Acciarello presentano numerose similitudini col traghetto Amedeo Matacena (costruito col nome di Prinses Juliana), del quale possono essere considerati un'evoluzione.